# Rob Britton
Robert "Rob" Britton (Regina (Saskatchewan), 22 de setembro de 1984) é um ciclista profissional canadiano que atualmente corre para a equipa Rally Cycling.

## Palmarés
2015
- Tour de Gila

2017
- 1 etapa do Tour de Beauce
- 3.º no Campeonato do Canadá Contrarrelógio
- Tour de Utah, mais 1 etapa

2018
- Tour de Gila[1]
- 2.º no Campeonato do Canadá Contrarrelógio

2019
- Campeonato do Canadá Contrarrelógio

## Resultados nas Grandes Voltas e Campeonatos do Mundo
| Carreira           | 2010 | 2011 | 2012 | 2013 | 2014 | 2015 | 2016 | 2017 | 2018 | 2019 |
| ------------------ | ---- | ---- | ---- | ---- | ---- | ---- | ---- | ---- | ---- | ---- |
| Giro d'Italia      | -    | -    | -    | -    | -    | -    | -    | -    | -    | -    |
| Tour de France     | -    | -    | -    | -    | -    | -    | -    | -    | -    | -    |
| Volta a Espanha    | -    | -    | -    | -    | -    | -    | -    | -    | -    | -    |
| Mundial em Estrada | -    | -    | -    | -    | -    | -    | -    | -    | 76.º | -    |